# La Porta Romana de Milán (Boccioni)
The Porta Romana (también conocido como Taller de Porta Romana en Milán) es un retrato  pintado del siglo XX en  aceite de  Umberto Boccioni, realizado alrededor de 1909 - 1910 en Milán en Via Adige, cerca de Porta Vigentina, durante el Futurismo en Milán, Italia, expuesto en la Gallerie di Piazza Scala.

## Descripción
La obra es creada por Boccioni en su apartamento en Via Adige en el número 23 de Milán, cerca de la puerta  Porta Romana - Vigentina, cerca del Museo Fondazione Prada, mientras mira desde el ventana. Hoy el barrio se identifica con la moda y el arte de lujo innovadores.
El Palazzo exhibe una placa en memoria del pintor Boccioni en el exterior.
Hoy en día, esta área urbana es la más joven e innovadora de Milán y se puede comparar con el Upper East Side de Nueva York.

## Historia
Boccioni creará la obra Officine a Porta Romana, en su casa de Via Adige, se inspiró en su ventana de la que también creó la obra  La calle entra en la casa y Mater.